# Уорик (Род-Айленд)
Уорик (англ. Warwick) — город, расположенный в округе Кент (штат Род-Айленд, США) с населением в 82 672 человека (согласно статистическим данным переписи 2010 года) — третий по количеству жителей в штате.

## География
По данным Бюро переписи населения США, город Уорик имеет общую площадь в 128,52 квадратных километров, из которых 91,94 кв. километров занимает земля и 36,52 кв. километров — вода. Площадь водных ресурсов округа составляет 28,42 % от всей его площади.
Город Уорик расположен на высоте 11 метров над уровнем моря.

## Демография
| Год переписи                    | Нас.  |  | %±     |
| ------------------------------- | ----- |  | ------ |
| 1830                            | 5529  |  | —      |
| 1840                            | 6726  |  | 21,6%  |
| 1850                            | 7740  |  | 15,1%  |
| 1860                            | 8916  |  | 15,2%  |
| 1870                            | 10453 |  | 17,2%  |
| 1880                            | 12164 |  | 16,4%  |
| 1890                            | 17761 |  | 46%    |
| 1900                            | 21316 |  | 20%    |
| 1910                            | 26629 |  | 24,9%  |
| 1920                            | 13481 |  | −49,4% |
| 1930                            | 23196 |  | 72,1%  |
| 1940                            | 28757 |  | 24%    |
| 1950                            | 43028 |  | 49,6%  |
| 1960                            | 68504 |  | 59,2%  |
| 1970                            | 83694 |  | 22,2%  |
| 1980                            | 87123 |  | 4,1%   |
| 1990                            | 85427 |  | −1,9%  |
| 2000                            | 85808 |  | 0,4%   |
| 2010                            | 82672 |  | −3,7%  |
| 1830–2010 U.S. Decennial Census |       |  |        |

По данным переписи населения 2000 года, в городе проживало 85 808 человек, 22 979 семей, насчитывалось 35 517 домашних хозяйств и 37 085 жилых домов. Средняя плотность населения составляла около 899,2 человека на один квадратный километр. Расовый состав, по данным переписи, распределился следующим образом: 95,21 % белых, 1,16 % — чёрных или афроамериканцев, 0,25 % — коренных американцев, 1,49 % — азиатов, 0,02 % — выходцев с тихоокеанских островов, 1,28 % — представителей смешанных рас, 0,59 % — других народностей. Испаноговорящие составили 1,60 % от всех жителей города.
Из 35 517 домашних хозяйств в 27,4 % — воспитывали детей в возрасте до 18 лет, 50,7 % представляли собой совместно проживающие супружеские пары, в 10,2 % семей женщины проживали без мужей, 35,3 % не имели семей. 29,8 % от общего числа семей на момент переписи жили самостоятельно, при этом 13,2 % составили одинокие пожилые люди в возрасте 65 лет и старше. Средний размер домашнего хозяйства составил 2,39 человек, а средний размер семьи — 2,99 человек.
Население города по возрастному диапазону по данным переписи 2000 года распределилось следующим образом: 21,9 % — жители младше 18 лет, 6,7 % — между 18 и 24 годами, 30,1 % — от 25 до 44 лет, 24,3 % — от 45 до 64 лет и 17,0 % — в возрасте 65 лет и старше. Средний возраст жителей составил 40 лет. На каждые 100 женщин в городе приходилось 90,8 мужчин, при этом на каждые сто женщин 18 лет и старше приходилось 87,2 мужчин также старше 18 лет.
Средний доход на одно домашнее хозяйство в городе составил 46 483 доллара США, а средний доход на одну семью — 56 225 долларов. При этом мужчины имели средний доход в 39 455 долларов США в год против 28 946 долларов среднегодового дохода у женщин. Доход на душу населения в городе составил 23 410 долларов в год. 4,2 % от всего числа семей в городе и 5,9 % от всей численности населения находилось на момент переписи населения за чертой бедности, при этом 6,4 % из них были моложе 18 лет и 7,5 % — в возрасте 65 лет и старше.